# Podocarpus gibbsiae
Podocarpus gibbsiae är en barrträdart som beskrevs av Netta Elizabeth Gray. Podocarpus gibbsiae ingår i släktet Podocarpus och familjen Podocarpaceae. Inga underarter finns listade i Catalogue of Life.